# Fustanyà
Fustanyà es una entidad de población española del municipio de Queralbs, perteneciente a la provincia de Gerona, en la comunidad autónoma de Cataluña.

## Toponimia
El nombre del lugar puede encontrarse escrito con las grafías Fustanyà y Fustañá.

## Historia
Hacia mediados del siglo XIX, el lugar ya pertenecía al municipio de Queralbs. Aparece descrito en el octavo volumen del Diccionario geográfico-estadístico-histórico de España y sus posesiones de Ultramar de Pascual Madoz con las siguientes palabras:

FUSTAÑA: l. que forma ayunt. con el de Queralps en la prov. de Gerona (14 leg.) part. jud. de Ribas (1), aud. terr., c. g. de Barcelona, dióc. de Seo de Urgel. sit. en terreno montañoso con buena ventilacion y clima frio, pero sano. Tiene una igl. parr. (San Saturnino) servida por un cura de ingreso. El térm. confina con Queralps, Ribas, Pardines y Caballera. El terreno áspero y escabroso, es de ínfima calidad y solo apropósito para yerbas de pasto: le cruzan varios caminos locales de herradura. Recibe el correo de la cab. del part. prod.: centeno y patatas; cria ganado de todas especies y caza de perdices y algun conejo. pobl.: y riqueza. (V. el cuadro sinoptico del part. de Ribas).
(Madoz, 1847, p. 259)

En 2023, la entidad singular de población de Fustanyà tenía empadronados 10 habitantes, todos ellos en diseminado.